# Clusia congestiflora
Clusia congestiflora är en tvåhjärtbladig växtart som beskrevs av José Cuatrecasas. Clusia congestiflora ingår i släktet Clusia och familjen Clusiaceae. Inga underarter finns listade i Catalogue of Life.